# Megaselia nebulosa
Megaselia nebulosa är en tvåvingeart som beskrevs av Bridarolli 1951. Megaselia nebulosa ingår i släktet Megaselia och familjen puckelflugor. Inga underarter finns listade i Catalogue of Life.